# 로베르타 토레
로베르타 토레(Roberta Torre, 1962년 9월 21일 ~ )는 이탈리아의 영화 감독, 영화 각본가이다. 1998 나스트로 디아르젠토 신인감독상 수상자이다.

## 출연 작품
- 로스트 키스 (2010)
- 검은 바다 (2006)
- 안젤라 (2002)